# Sidlaw Hills
Les Sidlaw Hills sont une chaîne de collines d'origine volcanique s'étendant dans les comtés de Perth et d'Angus en Écosse. Elles sont aussi appelées simplement The Sidlaw, law étant le mot scot, issu du vieil anglais, pour « colline ». L'élément sid est sans doute dérivé du gaélique écossais sidh, qui désigne l'« Autre Monde » dans la mythologie celtique ; en effet, de nombreux tumulus préhistoriques sont toujours visibles sur plusieurs sites, et la croyance populaire les tenait autrefois pour les résidences des Tuatha Dé Danann.

## Géographie

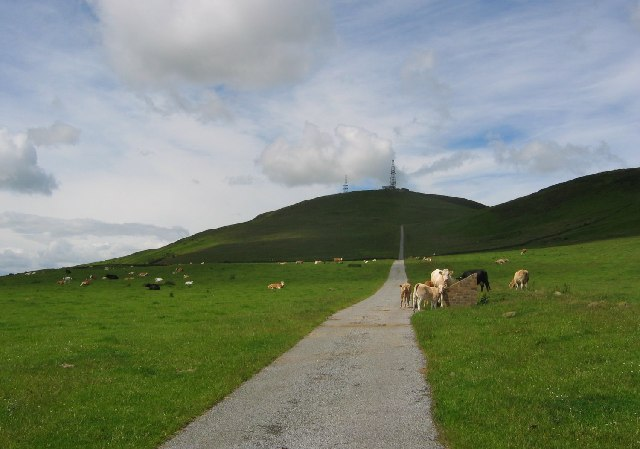
Craigowl Hill

Les Sidlaw s'étendent sur environ 45 kilomètres entre Kinnoull Hill, près de Perth, jusqu'au nord-est de Forfar.
Le point culminant de la chaîne est Craigowl Hill ; c'est sur le sommet voisin de Gallow Hill qu'est construit l'émetteur transmettant la télévision et la radio à la région.
Les autres sommets d'importance sont Ark Hill et King's Seat.

## Sites d'intérêt
Dunsinane Hill est mentionnée dans la pièce Macbeth de William Shakespeare, et sur Auchterhouse Hill s'élevait autrefois un fort militaire.
À proximité des Sidlaw se trouvent le château de Glamis et la pierre d'Eassie, une pierre picte gravée, en forme de croix, située dans une église en ruines du village d'Eassie

## Les Sidlaw en musique
Sidlaw Hills est le nom d'un Scottish composé pour le fiddle (violon) par Jim Watson, un musicien de Blairgowrie (1868 - 1931)